# Bergstreittag

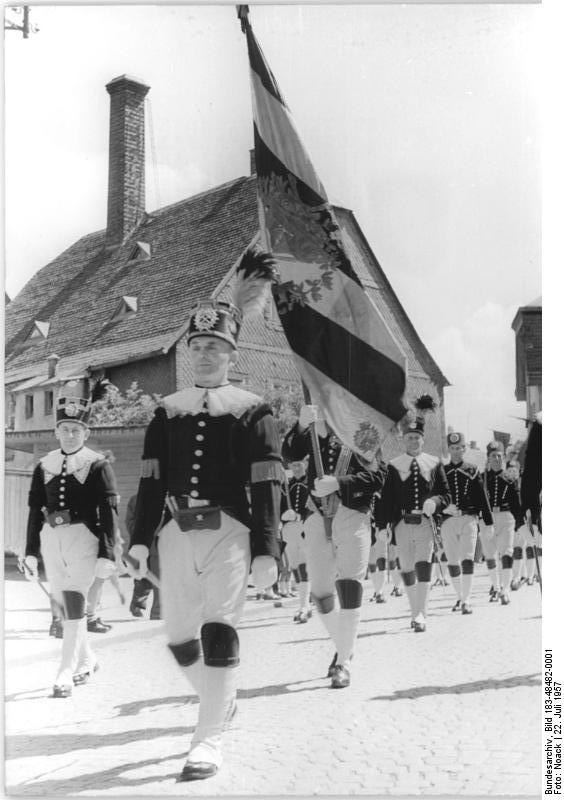
Bergstreittag 1957

Der sogenannte Bergstreittag ist eine jahrhundertealte Tradition und wird am 22. Juli, dem kirchlichen Gedenktag und ehemaligen Feiertag Maria Magdalena in Schneeberg begangen.

## Geschichte
Die Legende des Bergstreittages geht auf den Chronisten Christian Melzer als einzige bekannte Quelle zurück. In seinem 1684 erschienenen Buch Bergkläufftige Beschreibung Der Churfürstl. Sächß. freyen und im Meißnischen Ober-Ertz-Geburge löbl. Bergk-Stadt Schneebergk beschreibt er den Tag als Streiktag der Bergleute. Im Jahr 1496 sollen die Gewerken angekündigt haben, den Wochenlohn der Heuer von 10 auf 9 Groschen in der Woche zu senken. Allerdings zitiert Melzer nur eine unbekannte Quelle und schreibt selbst, „So bleibt es wohl nur eine Sage“. Der beschriebene Aufmarsch der Bergleute soll um den 25. Juli stattgefunden haben. Der 25. Juli ist als Jacobus apostoli das Erntedankfest, ein mit Prozessionen begangener kirchlicher Feiertag. Laut Melzer fand der zweite Streik 1498 statt, allerdings um das Datum des Feiertages Fronleichnam. Auch hier schreibt Melzer, dass Prozessionen an diesen Tagen stattgefunden haben und 1524 abgeschafft wurden. Die Bergleute besaßen das Privileg zusätzlicher Feiertage. Diese wurden 1539 abgeschafft. Als eigener Feiertag blieb den Bergleuten nur noch Maria Magdalena. Ab 1649 gab es vier Quartalsfeiertage, an denen auch Abrechnung gemacht und Gericht gehalten wurde. Einer dieser Feiertage war Maria Magdalena.

## Hintergründe der Legende
In Folge der Leipziger Teilung 1485, in der Schneeberg unter die gemeinsame Verwaltung der Landesherren Kurfürst Friedrich, Herzog Johann und Herzog Georg kam, kam es nach dem Tod von Kurfürst Ernst und dem Rückzug von Herzog Albrecht aus der Landespolitik zunehmend zu Kompetenzstreitigkeiten unter den Nachkommen. Unter den Bergbeamten nahmen mangels Kontrolle Willkür und Korruption zu. Nicht zu übersehen ist das sich langsam durchsetzende Direktionsprinzip, gegen das sich die Gewerken zu wehren versuchten. In einer 20 Artikel umfassenden Klageschrift forderten die Gewerken die Landesherren 1496 zur Beseitigung der den Schneeberger Bergbau behindernden Umstände auf. Daraufhin fand 1497 eine Beratung der Gewerken und der Landesherren auf dem Schneeberg statt. In der Folge wurde im selben Jahr eine neue Bergordnung für den Schneeberg erlassen. 1497 nahm Herzog Georg in einem 20 Artikel umfassenden Schreiben noch einmal zu den Forderungen der Gewerken Stellung. Im Artikel 9 schreibt er: "von der heuer lon, das zu steigen ist nicht vor gut angesehen. Und dieweil uf dem Schreckenberg (bei Annaberg) der lon wie uf dem Schneberge gesatzt ist, wirdt bedacht, das es gut is an beiden enden in gleicher weise zu halden." Hier wird deutlich, dass nicht die Gewerken, sondern die Landesherren die Löhne nicht nur für die Heuer festlegten. Der Lohn betrug zu diesem Zeitpunkt neun Groschen pro Woche. Die von den Gewerken geforderte Lohnerhöhung lehnte er ab. Hintergrund war die Möglichkeit der Bergleute in den Bergstädten Arbeit zu suchen, in denen der höchste Lohn gezahlt wurde. Herzog Georg befürchtete, dass nach einer Lohnerhöhung in Schneeberg die Bergleute von der gerade entstehenden Bergstadt nach Schneeberg abwandern würden. Allerdings wurde schon in der Schneeberger Bergordnung von 1492 angeordnet, dass den Heuern, die an gefährlichen Orten, wasserreichen Abschnitten und in bösen Wettern arbeiten mussten, nach Besichtigung durch Bergmeister und Geschworene ein "Erschwerniszuschlag" gezahlt wird. Trotz sehr guter Aktenlage ist in keinem Archiv ein Hinweis auf die von Melzer zitierten Streiks zu finden. Deshalb muss man, wie schon Melzer, diese Streiks in das Reich der Legenden verweisen.

## Die weitere Entwicklung des Bergstreittages

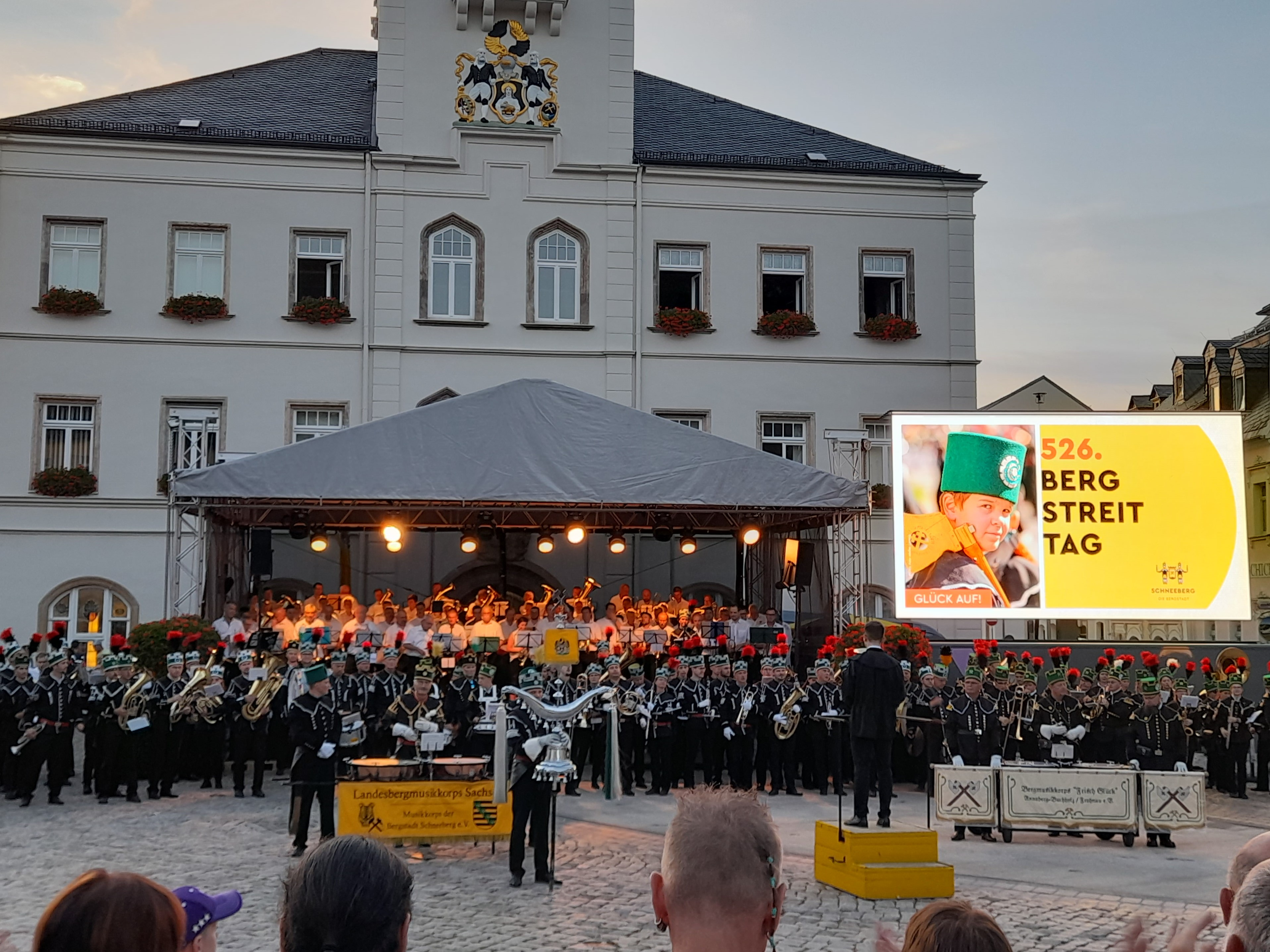
Bergstreittag Schneeberg 2022, Konzert der vereinten Bergkapellen und Posaunenchöre

Die 1649 eingeführten vier Quartalspredigten blieben bis 1845 bestehen. Danach wurden diese Predigten zugunsten eines einzigen Tages, des auf Maria Magdalena fallenden 22. Juli, abgeschafft. Das Freiberger Oberbergamt empfahl, diesen Tag mit einem Fest und einem Bergaufzug feierlich zu gestalten. Mit einer Verordnung des königlichen Finanzministeriums wurde 1846 der Tag Maria Magdalena mit Fest- und Bergpredigt und einen prächtigen Bergaufzug begangen. Der letzte große Bergaufzug fand im Juli 1913 statt. Der Erste Weltkrieg beendete diese Bergaufzüge. Erst im Juli 1933 wurde die Tradition wieder zum Leben erweckt.